# Judy Lugar
Judy Lugar es una deportista canadiense que compitió en vela en la clase 470. Ganó una medalla de oro en el Campeonato Mundial de 470 de 1986.

## Palmarés internacional
| \| Campeonato Mundial \| Campeonato Mundial \| Campeonato Mundial \| Campeonato Mundial \| \| Año \| Lugar \| Medalla \| Clase \| \| ------------------ \| ------------------ \| ------------------ \| ------------------ \| \| 1986 \| Salou (España) \| Medalla de oro \| 470 \| |                |                |       |
| Campeonato Mundial |                |                |       |
| Año | Lugar          | Medalla        | Clase |
| 1986 | Salou (España) | Medalla de oro | 470   |